# Tauste
Tauste (aragónul Taust) község Spanyolországban,  Zaragoza tartományban. Tauste Ejea de los Caballeros, Castejón de Valdejasa, Zaragoza, Torres de Berrellén, Pradilla de Ebro, Remolinos, Luceni, Boquiñeni, Gallur, Novillas, Cortes, Buñuel és Bardenas Reales községekkel határos. Lakosainak száma 6817 fő (2024).

## Népesség
A település népessége az utóbbi években az alábbiak szerint változott:
| Lakosok száma | 6978 | 7289 | 7489 | 7710 | 7382 | 7027 | 6892 | 6912 | 6817 | 6817 |
|               | 2001 | 2004 | 2007 | 2009 | 2012 | 2014 | 2017 | 2019 | 2022 | 2024 |